# Marek Garsztka
Marek Garsztka (ur. 27 czerwca 1966 w Ostrowie Wielkopolskim) – polski żużlowiec.
Sport żużlowy uprawiał w latach 1986–1995 w barwach klubów Ostrovia Ostrów Wielkopolski, Iskra Ostrów Wielkopolski (do 1994) i Motor Lublin (1995). Dwa sezony (1989, 1995) jeździł w I lidze (wówczas najwyższej klasie rozgrywkowej drużynowych mistrzostw Polski).
W 1992 r. zwyciężył w turnieju o „Turniej o Łańcuch Herbowy miasta Ostrowa Wielkopolskiego”, wyprzedzając Andrzeja Huszczę i Romana Jankowskiego. W 1993 r. wystąpił w rozegranym we Wrocławiu finale turnieju o „Złoty Kask”, zajmując 16. miejsce.